# Love You to Death
Pour plus de détails, voir Fiche technique et Distribution.
Love You to Death (litt. « T'aimer à la mort ») est un téléfilm américain réalisé par Alex Kalymnios, diffusé en 2019. Il s'agit de l'adaptation d'un fait réel sur le meurtre de Dee Dee Blanchard et la disparition de sa fille handicapée, Gypsy Rose,.

## Synopsis
Camile Stoller (Marcia Gay Harden) est mère d'une fille atteinte de maladies incurables, Esme (Emily Skeggs). Leur parfaite relation tourne au cauchemar lorsque Camile est découverte poignardée à mort dans sa chambre et qu'Esme est portée disparue…

## Fiche technique
Sauf indication contraire, les informations mentionnées dans cette section peuvent être confirmées par la base de données cinématographiques IMDb,  présente dans la section « Liens externes ».
- Titre original et français : Love You to Death
- Réalisation : Alex Kalymnios
- Scénario : Anthony Jaswinski
- Musique : Amie Doherty
- Direction artistique : Myleen MacMillan
- Décors : Chris August
- Costumes : Patricia Hargreaves
- Photographie : Peter Menzies Jr.
- Montage : Nicolas De Toth
- Production : Jamie Goehring, Kevin Leeson et Shawn Williamson
- Société de production : Sony Pictures Television
- Société de distribution : Lifetime Entertainment
- Pays de production :  États-Unis
- Langue originale : anglais
- Format : couleur
- Genre : drame
- Durée : 88 minutes
- Dates de première diffusion :
  - États-Unis : 26 janvier 2019 sur Lifetime
  - Monde : 1er octobre 2021 sur Netflix[3]

## Distribution
- Marcia Gay Harden : Camile Stoller
- Emily Skeggs : Esme Stoller
  - Nevis Unipan : Esme, jeune
- Brennan Keel Cook : Scott
- Garfield Wilson : Dr Price
- Kayla Deorksen as Denise
- Heather Doerksen : Dr Yarrow
- Tate Donovan : Travis Stoller

## Accueil

### Diffusions
Le téléfilm est diffusé le 26 janvier 2019 sur Lifetime. Il est rediffusé le 1er octobre 2021 sur Netflix.